# 隆慶公主
隆慶公主（1455年—1480年），明朝公主，明英宗第十一女，母亲是高淑妃。
成化九年，公主下嫁游泰，六年后去世。游泰的伯祖父游彦真，祖父游彦清（名麟），父游思池（杰）。游泰（1459年---1533年十月丁亥日），字仲亨，号东园公，有四子一女，其中游泰與隆庆公主所生的女兒游芝，其餘四子，分別為游铭，游钦，游铉，游锜，四子都是公主去世后的庶出。